# Cinzas

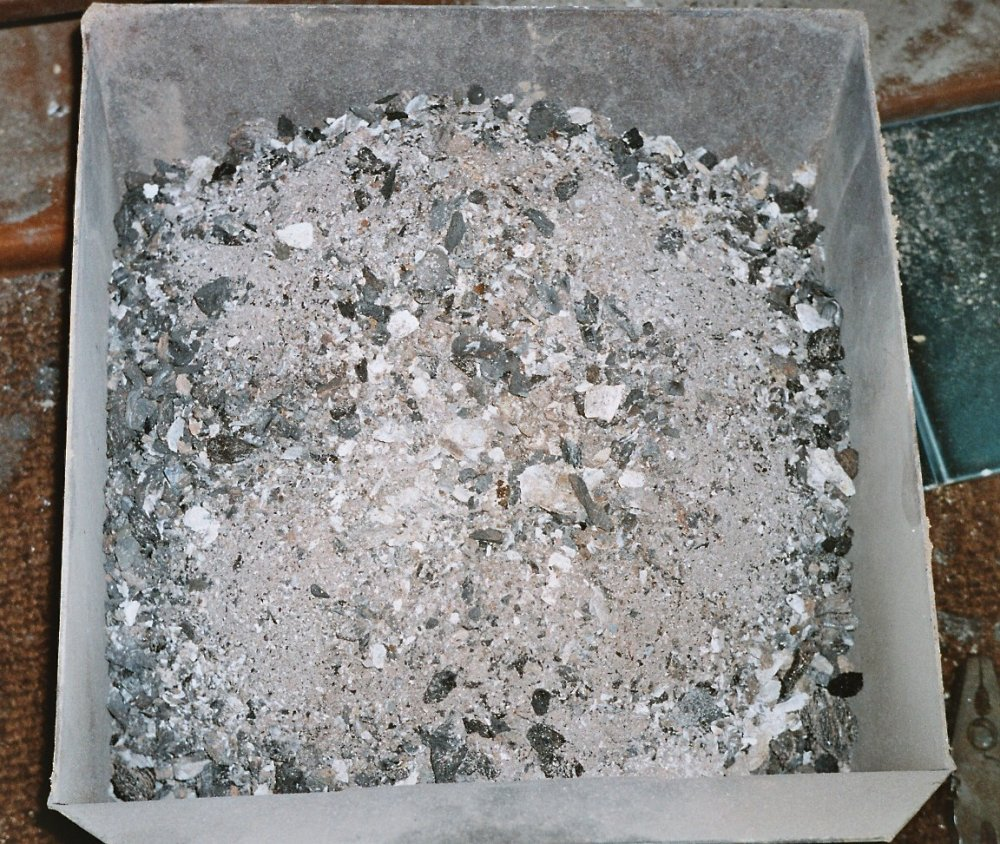
Cinzas.

Em química analítica, as cinzas são o resultado final da combustão da maioria dos materiais inflamáveis. Consiste em resíduos não-aquosos que permanecem após a amostra ser queimada, constituídos, principalmente, por metais óxidos.
A cinza é um dos componentes na análise de materiais biológicos, que consiste principalmente de sais inorgânicos constituintes. Ela inclui sais de metais que são importantes para os processos que requerem íons, tais como Na + (sódio), K + (potássio) e Ca2+ (cálcio). Também inclui resíduos minerais provenientes do material (biomassa) original queimado ou incinerado.

## Características
As cinzas podem incluir tipicamente:
- Óxidos: por exemplo, Al 2 O 3, CaO, Fe 2 O 3, MgO, MnO, P 2O 5, K2O, SiO2
- Carbonatos: Na 2 CO 3 (carbonato de sódio), K 2 CO 3 (potassa)
- Bicarbonatos: por exemplo, NaHCO3 (bicarbonato de sódio)
- Sulfatos: Cinza sulfato de acordo com Ph. Eur.

### Tipos
As cinzas podem ser:
- Detrito (bottom ash);
- Volante (fly ash)[2].